# Eenhuizig
Bij eenhuizige (monoecische) planten komen de mannelijke en vrouwelijke bloemen op dezelfde plant voor. 
De bloemen op de plant kunnen eenslachtig zijn, wat wil zeggen óf mannelijk óf vrouwelijk, maar allebei voorkomend op dezelfde plant. Voorbeelden zijn de els, hazelaar en de okkernoot.
Ook kunnen de bloemen tweeslachtig zijn, dat wil zeggen met zowel mannelijke als vrouwelijke voortplantingsorganen. Voorbeelden zijn de appel, de peer en de kievitsbloem.
Als op dezelfde plant zowel mannelijke, vrouwelijke als tweeslachtige bloemen voorkomen wordt gesproken van een veeltelige plant.
|  |  |  |

Bij mossen en veel algen betekent eenhuizig dat er zowel vrouwelijke als mannelijke voortplantingsorganen (bijvoorbeeld archegonia en antheridia) aanwezig zijn op één plant. De term heeft hier betrekking op de haploïde gametofyt en niet op de diploïde sporofyt.